# آلن کالما
آلن کالما (فرانسوی: Alain Calmat‎؛ زادهٔ ۳۱ اوت ۱۹۴۰) اسکیت‌باز نمایشی، جراح اهل فرانسه بود.
وی همچنین برندهٔ جوایزی همچون لژیون دونور (افسر) و لژیون دونور (فرمانده) شده‌است.